# Le Temps des cerises (festival)
Pour les articles homonymes, voir Le Temps des cerises (homonymie).
Le Temps des cerises est un festival musical qui a connu trois éditions, en 1976, 1977 et 1979 et qui se déroulait à l'abbaye de Floreffe, près de Namur, en Belgique.

## Histoire
En 1975, Bernard Gillain animait et produisait l'émission de radio "Marie Clap’ Sabots" sur la RTBf, consacrée aux musiques et chansons régionales de partout, à la découverte des cultures locales, et dont l'audience grandissait en Belgique grâce à la vague Folk en cours. Dans ce même esprit, il avait déjà organisé dès 1973 trois petits festivals dans le village de Champs, près de Bastogne, centrés sur la culture et les chansons de Wallonie,.
Portés par le succès de l'émission, Bernard Gillain rejoint par Jean-Louis Sbille (aussi RTBf), Philippe Grombeer (Halles de Schaerbeek) et quelques amis, vont lancer en 1976 à Floreffe la première édition d'un festival ouvertement Folk, mais aussi engagé, pacifiste, régionaliste, et en fait très hippie. L'événement invitait le public à « chanter et danser pour faire la fête, mais aussi pour parler politique ou simplement philosopher » durant trois jours,.
Après le succès du premier, les 5, 6 et 7 juin 1976, le projet sera poursuivi pour deux éditions supplémentaires, les 24, 25 et 26 juin 1977 et les 29, 30 juin et 1er juillet 1979. Malgré une année d'absence en 1978, le public est au rendez-vous pour l'été 1979 : plus de 50.000 personnes arrivent dans les jardins et les chemins de l'abbaye de Floreffe, et profitent des concerts et des animations du festival,.
Sur ces trois années, parmi de nombreux autres groupes de musique régionale, on a pu y entendre les concerts de Julos Beaucarne, Jofroi, Zachary Richard & le Bayou des Mystères (Louisiane), Michel Noirret, André Bialek, le saxophoniste de Jazz Archie Shepp, Djamel Allam, Renaud,, Papa Prosper, le Trio Chanteclair...
Outre les concerts, on y croisait aussi du théâtre de rue, un limonaire (orgue mécanique de foire), des troubadours, des cracheurs de feu...
Mais le succès n'était pas l'objectif premier de cette équipe, c'était réjouissant mais aussi très effrayant. Devant le gigantisme de la foule (qui impliquait soudain d'énormes responsabilités de sécurité, de contenus, d'éthique), les organisateurs ont fait le choix de renoncer à continuer le festival (un article de l'hebdomadaire Le Vif utilise même le mot "saborder", qui illustre une volonté manifeste de rupture),. Cette brusque interruption en plein succès a marqué les esprits du public, ce qui fait dire aujourd'hui à la presse que "Le Temps des Cerises" est devenu un festival "légendaire".

## Suite ou pas suite?
23 ans plus tard, en 2002 le festival Esperanzah! s'est également installé dans l'abbaye de Floreffe chaque été, avec une programmation tournée vers les musiques du monde, et vers les enfants du Folk. Certains y voient la suite logique du Temps des Cerises, d'autres pas du tout.
« Deux festivals qui, à 40 ans de distance et dans le même lieu, prônent les mêmes valeurs humanistes et humanitaires. » dit un des organisateurs des années 1970.
Un journaliste ajoute : « Il y a plus qu'une filiation entre Le Temps des Cerises et Esperanzah!! ».
Une affirmation que Bernard Gillain modérait volontiers : « Quand on me dit qu'Esperanzah !, c'est la résurrection du Temps des cerises, je suis d'accord et pas d'accord ».